# Liste der Biografien/Jav
Liste der Biografien |
Portal Biografien |
Personensuche
# |
A |
B |
C |
D |
E |
F |
G |
H |
I |
J |
K |
L |
M |
N |
O |
P |
Q |
R |
S |
T |
U |
V |
W |
X |
Y |
Z |
?
 
Ja |
Jb |
Jd |
Je |
Jh |
Ji |
Jj |
Jl |
Jn |
Jm |
Jo |
Jp |
Jr |
Js |
Jt |
Ju |
Jv |
Jw |
Jy
 
Jaa |
Jab |
Jac |
Jad |
Jae |
Jaf |
Jag |
Jah |
Jai |
Jaj |
Jak |
Jal |
Jam |
Jan |
Jao |
Jap |
Jaq |
Jar |
Jas |
Jat |
Jau |
Jav |
Jaw |
Jax |
Jay |
Jaz

## Jav
Die Liste der Biografien führt alle Personen auf, die in der deutschsprachigen Wikipedia einen Artikel haben. Dieses ist eine Teilliste mit 45 Einträgen von Personen, deren Namen mit den Buchstaben „Jav“ beginnt.

### Java
- Java, Nipun, indischer Pokerspieler
- Javad Khan († 1804), Mitglied des kaiserlichen Stammes der Kadscharen, Großkhan des Khanat Gəncə
- Javadi, Ibrahim (* 1943), iranischer Ringer
- Javadi, Kiomars (1967–1987), iranischer Bürger
- Javadipour, Mahmoud (1920–2012), persisch-iranischer Maler und Grafiker
- Javaid, Salim (* 1991), tschechischer Jazzmusiker
- Javal, Émile (1839–1907), französischer Augenarzt und Politiker, Mitglied der Nationalversammlung
- Javan, Ali (1926–2016), iranischer Physiker
- Javanainen, Arto (1959–2011), finnischer Eishockeyspieler
- Javanbakht, Taraneh (* 1974), persische Schriftstellerin
- Javani, Ebrahim (* 1984), iranischer Straßenradrennfahrer
- Javar, Mahsa (* 1994), iranische Ruderin
- Javary, Franck (* 1967), französischer römisch-katholischer Geistlicher, Bischof von Châlons

### Jave
- Javed, Iram (* 1991), pakistanische Cricketspielerin
- Javed, Ramiz (* 1993), pakistanischer Langstreckenläufer
- Javelle, Stéphane (1864–1917), französischer Astronom
- Javet, Françoise (1922–2008), französische Filmeditorin

### Javi
- Javicoli, Susanna (1954–2005), italienische Schauspielerin
- Javid, Sajid (* 1969), britischer Politiker (Conservatives) und BankmanagerSajid Javid (* 1969)

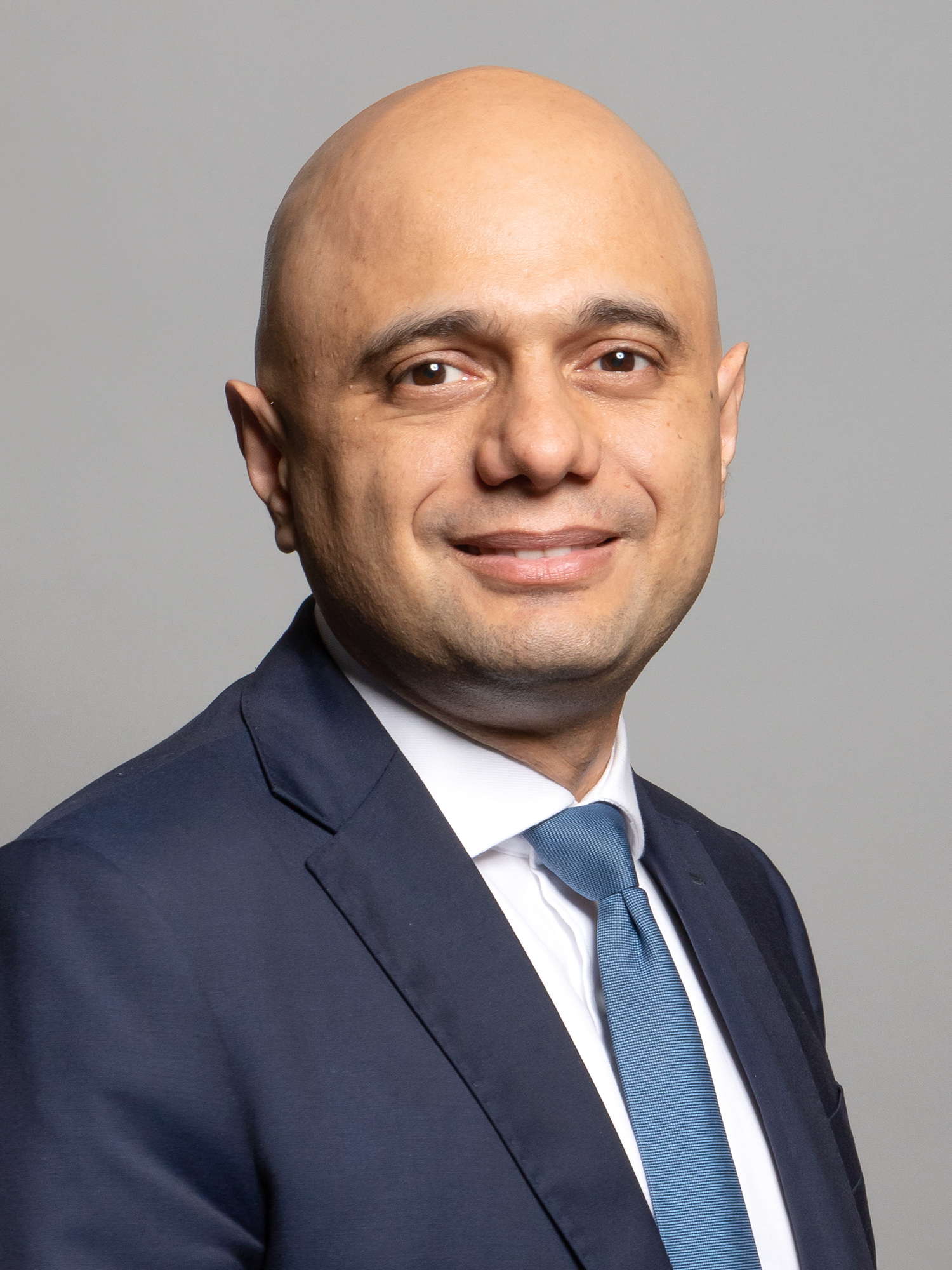
Sajid Javid (* 1969)

- Javie, Stan (1919–2002), US-amerikanischer Schiedsrichter im American Football
- Javier Estrada, Juan (* 1981), spanischer Radrennfahrer
- Javier, Beethoven (1947–2017), uruguayischer Fußballspieler und -trainer
- Javier, Mica (* 1993), philippinische Schauspielerin, Sängerin und ein Model
- Javier, Nelson (* 1985), dominikanischer Badmintonspieler
- Javierre Ortas, Antonio María (1921–2007), spanischer Ordensgeistlicher, Kurienkardinal der römisch-katholischen Kirche
- Javine (* 1981), britische Sängerin
- Javits, Jacob K. (1904–1986), US-amerikanischer Politiker

### Javo
- Jávor, Benedek (* 1972), ungarischer Politiker, Mitglied des Parlaments, MdEP
- Javor, Erwin (* 1947), österreichischer Unternehmer und Publizist
- Jávor, Pál (1902–1959), ungarischer Schauspieler und Sänger
- Jávor, Pál (1907–1989), ungarischer Fußballspieler und -trainer
- Javorček, Dominik (* 2002), slowakischer Fußballspieler
- Jávori, Vilmos (1945–2007), ungarischer Jazzmusiker (Schlagzeug)
- Jávorka, Sándor (1883–1961), ungarischer Botaniker
- Jávorkai, Ádám (* 1977), ungarischer Cellist
- Javornik, Helena (* 1966), slowenische Langstreckenläuferin
- Javorová, Ludmila (* 1932), tschechische römisch-katholische Theologin und Religionslehrerin
- Javors, Russell (* 1952), US-amerikanischer Rockmusiker
- Javoršek, Anja (* 1996), slowenische Skispringerin
- Javoršek, Jože (1920–1990), slowenischer Schriftsteller, Lyriker, Dramatiker, Essayist und Übersetzer
- Javorský, Jiří (1932–2002), tschechoslowakischer Tennisspieler
- Javouhey, Anne-Marie (1779–1851), französische Ordensgründerin

### Javt
- Javtokas, Robertas (* 1980), litauischer Basketballspieler

### Javu
- Javůrek, Josef (1876–1942), tschechoslowakischer Fechter
- Javurek, Józef (1756–1840), tschechischer Pianist, Dirigent und Komponist